# Harry, el perrito sucio
"Harry, el perrito sucio" es el título de una obra ilustrada de literatura infantil. El libro fue escrito en 1956 por Gene Zion, e ilustrado por Margaret Bloy Graham. Su título original es en inglés: "Harry the Dirty Dog" y fue traducido por María A. Fiol.
Trata de un perrito que cambia de apariencia por huir al baño.
La primera edición en español fue en 1996. Ha sido publicada con cubierta dura y suave.
El centro de artes Pesquerilla (Pasquerilla Performing Arts Center) de la Universidad de Pittsburgh present: "Harry the Dirty Dog" en la temporada 2008-2009.